# Liste des plus hauts gratte-ciel de Dallas
Cet article concerne une liste des plus hauts gratte-ciel de Dallas, dans l'État du Texas. Depuis la construction du Magnolia Hotel en 1923, une soixantaine de gratte-ciel (immeubles de  100 mètres de hauteur et plus) ont été construits à Dallas et dans son agglomération notamment durant les années 1980.

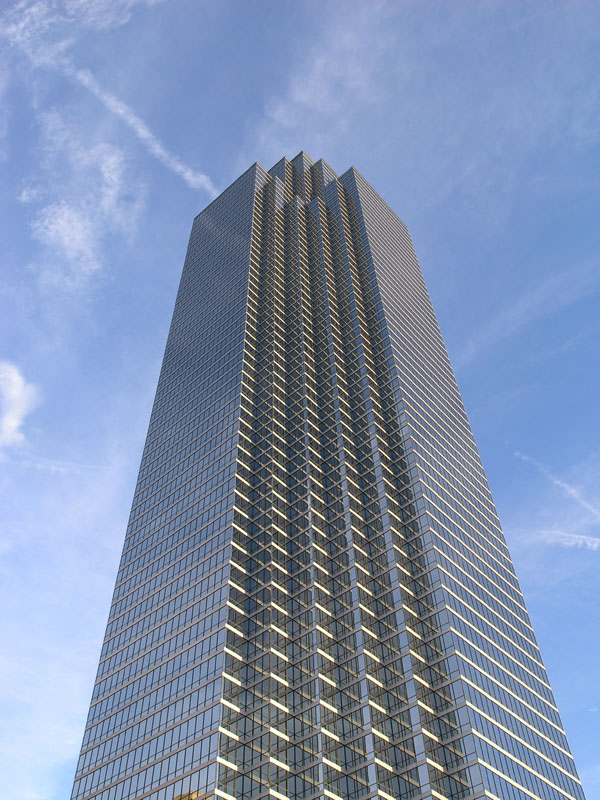
Bank of America Plaza (Dallas) le plus haut gratte-ciel de la ville

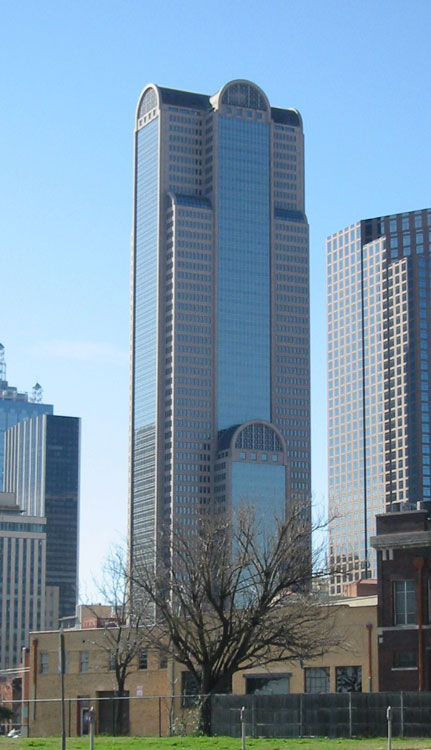
Comerica Bank Tower

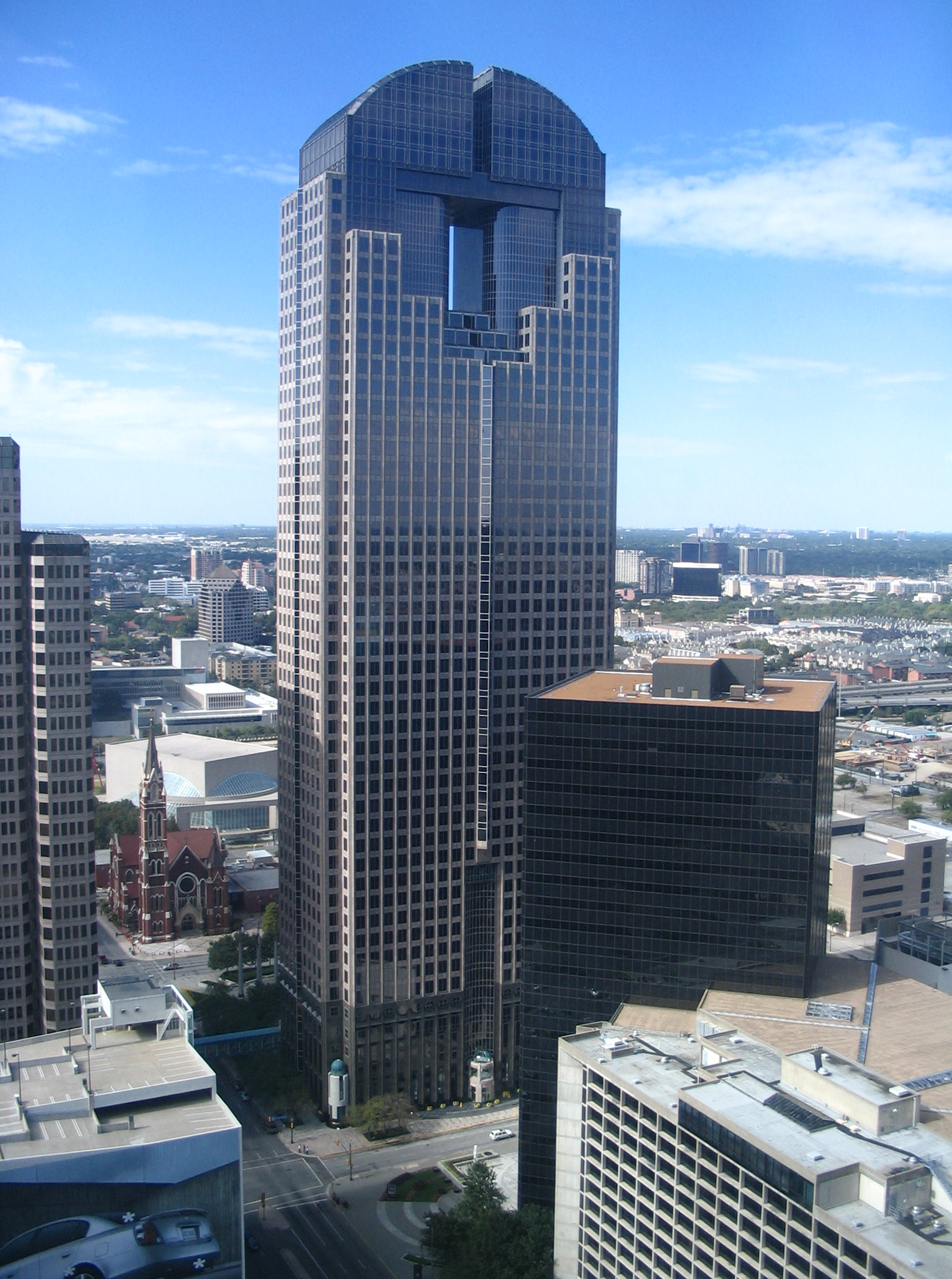
JPMorgan Chase Tower (Dallas)

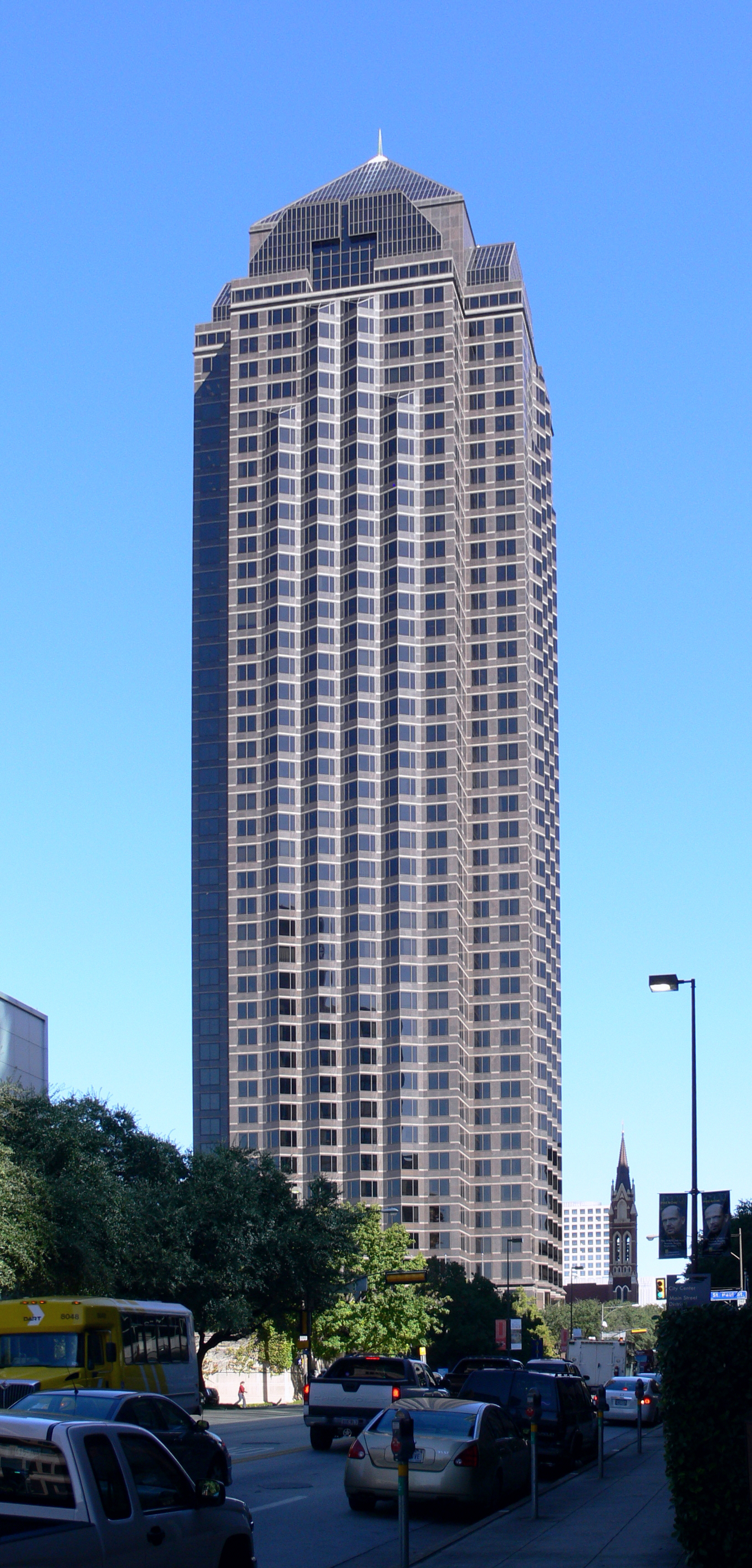
Trammell Crow Center

En février 2017 la liste des immeubles de plus de 120 mètres de hauteur est la suivante ;
| Rang | Nom                                 | Hauteur | Étages | Année |
| ---- | ----------------------------------- | ------- | ------ | ----- |
| 1    | Bank of America Plaza (Dallas)      | 281 m   | 72     | 1985  |
| 2    | Renaissance Tower                   | 270 m   | 56     | 1974  |
| 3    | Comerica Bank Tower                 | 240 m   | 60     | 1987  |
| 4    | JPMorgan Chase Tower (Dallas)       | 225 m   | 55     | 1987  |
| 5    | Fountain Place                      | 219 m   | 62     | 1986  |
| 6    | Trammell Crow Center                | 209 m   | 50     | 1985  |
| 7    | 1700 Pacific                        | 200 m   | 50     | 1983  |
| 8    | Thanksgiving Tower                  | 197 m   | 50     | 1982  |
| 8    | Energy Plaza                        | 192 m   | 49     | 1983  |
| 10   | The Drever                          | 191 m   | 52     | 1965  |
| 11   | Gables Republic Tower               | 184 m   | 36     | 1954  |
| 12   | Republic Center Tower II            | 182 m   | 53     | 1964  |
| 13   | Whitacre Tower                      | 177 m   | 37     | 1984  |
| 14   | Ross Tower                          | 176 m   | 45     | 1982  |
| 14   | Tower at Cityplace                  | 171 m   | 42     | 1988  |
| 15   | Museum Tower                        | 171 m   | 42     | 2013  |
| 16   | Sheraton Dallas Hotel Central Tower | 168 m   | 42     | 1959  |
| 17   | The Merc                            | 159 m   | 31     | 1943  |
| 18   | Bryan Tower                         | 156 m   | 34     | 1973  |
| 19   | Harwood Center                      | 147 m   | 36     | 1982  |
| 20   | KPMG Centre                         | 147 m   | 34     | 1980  |
| 21   | 2100 Ross Avenue                    | 139 m   | 33     | 1982  |
| 22   | Renaissance Dallas Hotel            | 137 m   | 29     | 1983  |
| 22   | Sheraton Dallas Hotel North Tower   | 137 m   | 31     | 1981  |
| 22   | One Dallas Center                   | 137 m   | 30     | 1979  |
| 25   | One Main Place                      | 136 m   | 33     | 1968  |
| 26   | W Dallas Victory Hotel & Residences | 134 m   | 32     | 2006  |
| 27   | LTV Tower                           | 132 m   | 33     | 1964  |
| 28   | Mosaic I                            | 122 m   | 33     | 1959  |
| 29   | Magnolia Hotel                      | 122 m   | 29     | 1923  |